# Blaison-Gohier
Blaison-Gohier är en kommun i departementet Maine-et-Loire i regionen Pays de la Loire i nordvästra Frankrike. Kommunen ligger i kantonen Les Ponts-de-Cé som tillhör arrondissementet Angers. År 2018 hade Blaison-Gohier 1 073 invånare.

## Befolkningsutveckling
Antalet invånare i kommunen Blaison-Gohier
| Referens: INSEE |